# Autostrasse A17 (Schweiz)
Die Autostrasse A17 im Kanton Glarus führt von der Verzweigung Niederurnen nach Näfels. Sie ist Teil der Nationalstrasse 17.
Eine Erweiterung der rund zwei Kilometer langen Autostrasse befindet sich im Planungsstadium. Während die Umfahrung Näfels baureif ist, befindet sich die Umfahrung Netstal, sofern sie überhaupt durchgeführt wird, im Projektstadium.
Bis 2020 gehörte dieses Teilstück, bis dahin nummernlos, dem Kanton Glarus. Auf 2020 übergab der Kanton dieses Teilstück dem Bund. Beim Bund erhielt das Teilstück die Bezeichnung A17, dieser Teil wird seither als Nationalstrasse 2. Klasse klassifiziert.